# Peter Brown (historicus)
Peter Robert Lamont Brown (Dublin, 1935) is een Iers cultuurhistoricus, gespecialiseerd in de late oudheid en de daaropvolgende vroege middeleeuwen (200 - 800 na Christus).

## Levensloop
Na zijn studie in Oxford doceerde hij achtereenvolgens aan de universiteiten van Oxford, Londen en Berkeley. Van 1986 tot 2011 was hij hoogleraar geschiedenis verbonden aan de universiteit van Princeton.
Net als bij Edward Gibbon (1737-1794) staat in zijn werk het onderzoek naar de sociale en culturele veranderingen die de ondergang van het West-Romeinse Rijk en de opkomst van de vroeg-christelijke grootmachten (Byzantium, Gothen, Franken, Karolingers) markeren centraal. Maar in tegenstelling tot Gibbon laat hij de Oudheid niet eindigen bij de val van Rome. In plaats daarvan introduceert hij de Late Oudheid als overgangstijd, die hij laat lopen van Marcus Aurelius tot de opkomst van de Islam in de 7e eeuw.
Zijn stijl is verhalend en kenmerkt zich door scherpe antropologische observaties.
Tot zijn bekendste werken behoren een biografie van Augustinus en verschillende studies naar de maatschappelijke rol van de heiligencultus in de laat-antieke samenleving.

## Prijzen en onderscheidingen
Brown is in 1991 benoemd als buitenlands lid van de Koninklijke Nederlandse Akademie van Wetenschappen. In 1994 ontving hij de Dr. A.H. Heinekenprijs voor geschiedenis. In 2000 is hij onderscheiden met de President’s Award for Distinguished Teaching. In 2011 ontving hij de Balzanprijs voor Oude Geschiedenis.